# Nagaoka

Nagaoka (長岡市 Nagaoka-shi?) este un municipiu din Japonia, prefectura Niigata.